# Novacane
"Novacane" é uma canção gravada pelo cantor e compositor norte-americano Frank Ocean, contida em seu primeiro mixtape Nostalgia, Ultra (2011). Foi composta pelo cantor juntamente com Victor Alexander e Tricky Stewart e produzida pelos dois últimos. A faixa foi lançado como primeiro single do disco em 31 de maio de 2011. Liricamente, "Novacane" fala sobre uma estudante de odontologia que também atua como atriz pornográfica e usa drogas anastésicas locais como recreação. A música explora temas como solidão, isolamento e falta de sensação causada pela parestesia. A canção recebeu muitas críticas positivas após seu lançamento e foi listada como uma das melhores músicas do ano por publicações da The New York Times, Spin, Ology, Zimbio e Pitchfork Media. Comentários elogiaram o conteúdo sombrio da canção, e destacaram a capacidade de Ocean para criar narrativas, bem como a atmosfera sonora da faixa.
Quando Nostalgia, Ultra era esperado para ser lançado como um EP pela Def Jam, "Novacane" foi lançado como o primeiro single, posteriormente o lançamento do EP foi cancelado. A faixa alcançou a octagésima segunda posição na principal parada dos Estados Unidos a Billboard Hot 100 e posicionou-se nas dez primeiras posições do Heatseekers Songs. Seu vídeo musical acompanhante foi dirigido por Nabil Elderkin. O vídeo altamente-estilizado mostra planos-sequências de Ocean em uma sala escura e iluminada. Ocean cantou a música durante um show em Nova York com o grupo de hip hop alternativo OFWGKTA, e durante sua primeira turnê na América do Norte e Europa. Também foi interpretada durante sua segunda turnê à Channel Orange Tour pela América do Norte.

## Antecedentes
A faixa foi composta por Frank Ocean e Victor Alexander e co-escrita por Tricky Stewart, a produção esteve a cargo do último citado. A canção aparece em seu mixtape de estréia Nostalgia, Ultra que foi lançado em 18 de fevereiro de 2011. Quando perguntado pela revista britânica The Quietus se a música foi extraída de suas experiências pessoais, Ocean comentou: "Eu não uso cocaína no café da manhã!", uma referência a letra da canção. Ele continuou, "Minha cozinha é geralmente bem limpa, você sabe. Mas vocês se divertem com as imagens, e para mim todo o conceito que tudo tem que ser... Tipo, ninguém fica chateado com um diretor quando o filme do diretor não é sobre sua vida. As pessoas pesam que com artista a droga tem que ser como um jogo, pelo jogo de toda a sua vida, mas não é. É imaginação, e um pouco de sátira."
Quando perguntado se a canção era uma faixa de R&B, Ocean respondeu que ele não gostava como as coisas eram vista nos Estados Unidos, "se você é um cantor e você é negro, você é um artista de R&B." Ocean afirmou que a música contém influências de R&B, embora ele não sentia que a faixa fosse totalmente desta natureza. Foi lançada para download digital pela editora discográfica Def Jam Recordings a 31 de maio de 2011.

## Composição
"Novacane" expressa uma história através de sua letra, e tem sido descrita como "pesadelo" em seu cerne. Foi chamada de "quase uma canção de amor", com influência tomada do grupo de hip-hop alternativo The Pharcyde. Liricamente a música explora uma narrativa em que o cantor conhece uma garota que tenta pagar à escola de odontologia trabalhando como atriz pornográfica. Ocean conheceu a garota retratada na faixa em uma apresentação no festival musical Coachella Valley Music and Arts Festival que decorreu na cidade de Indio, Califórnia em 2011.
Ocean atua como o protagonista da canção, onde o cantor torna-se um usuário de drogas anastésicas locais para se aproximar do seu interesse romântico, já esta é a única saída que encontrou para ficar mais perto dela. Embora Ocean atua como um narrador de uma história não sua, a Pitchfork Media escreveu que ele era "provavelmente o personagem mais confiável em toda a canção." A canção faz referência ao filme do diretor Stanley Kubrick, De Olhos bem Fechados (1999). Além disso, o interprete faz uma comparação da doença parestesia causada pelas drogas e o uso de Auto-Tune no mundo da música. Resumindo a canção, a Pitchfork Media comentou que "Novacane" é uma canção sobre a conexão pessoal.

## Recepção
"Novacane" recebeu diversas análises positivas dos críticos da música sendo descrita como a melhor canção do mixtape Nostalgia, Ultra. O editor Tom Breihman, da Pitchfork Media, atribui a canção o título de "Melhor Nova Faixa" e comentou que ela tinha uma despojada volta melódica com Ocean sussurrando sobre um suporte sintético que praticamente desaparece para inexistência e que "extrai sua força a partir de minúsculos pequenos detalhes, como observações descartáveis ou capturas na voz de Ocean. Jon Caramanica, do The New York Times, descreveu a canção como "uma história de conhecer uma menina bonita no Coachella, entorpecentes e obter rapidamente o amor que ele pode ou não se lembrar no dia seguinte", e chamou a música de "extasiante"
O escritor JT Langley, do Ology, observou que, embora a canção era "massivamente deprimente" e que "Frank faz um som de boca suja mais doce do que o habitual R&B através de seu tipo de cantarolando... A produção de Tricky Stewart acrescenta ainda outro elemento sombrio para fornecer o lado mais macabro do gênero droga-de-amor-perdido."  "Novacane" foi listada em publicações de revistas e jornais como uma das melhores músicas de 2011. Pela The New York Times apareceu na primeira colocação ao passo que na da Pitchfork Media sua posição foi no quadragésimo primeiro posto. A compania Zimbio colocou-la no número dois em suas melhores canções de hip-hop, escrevendo, "enquanto todas as faixas sobre seu mixtape, Nostalgia, Ultra, ouço pouco à radiofônica-amigável "Novacane" que se destaca como a música mais madura e agradável até à data."

## Promoção

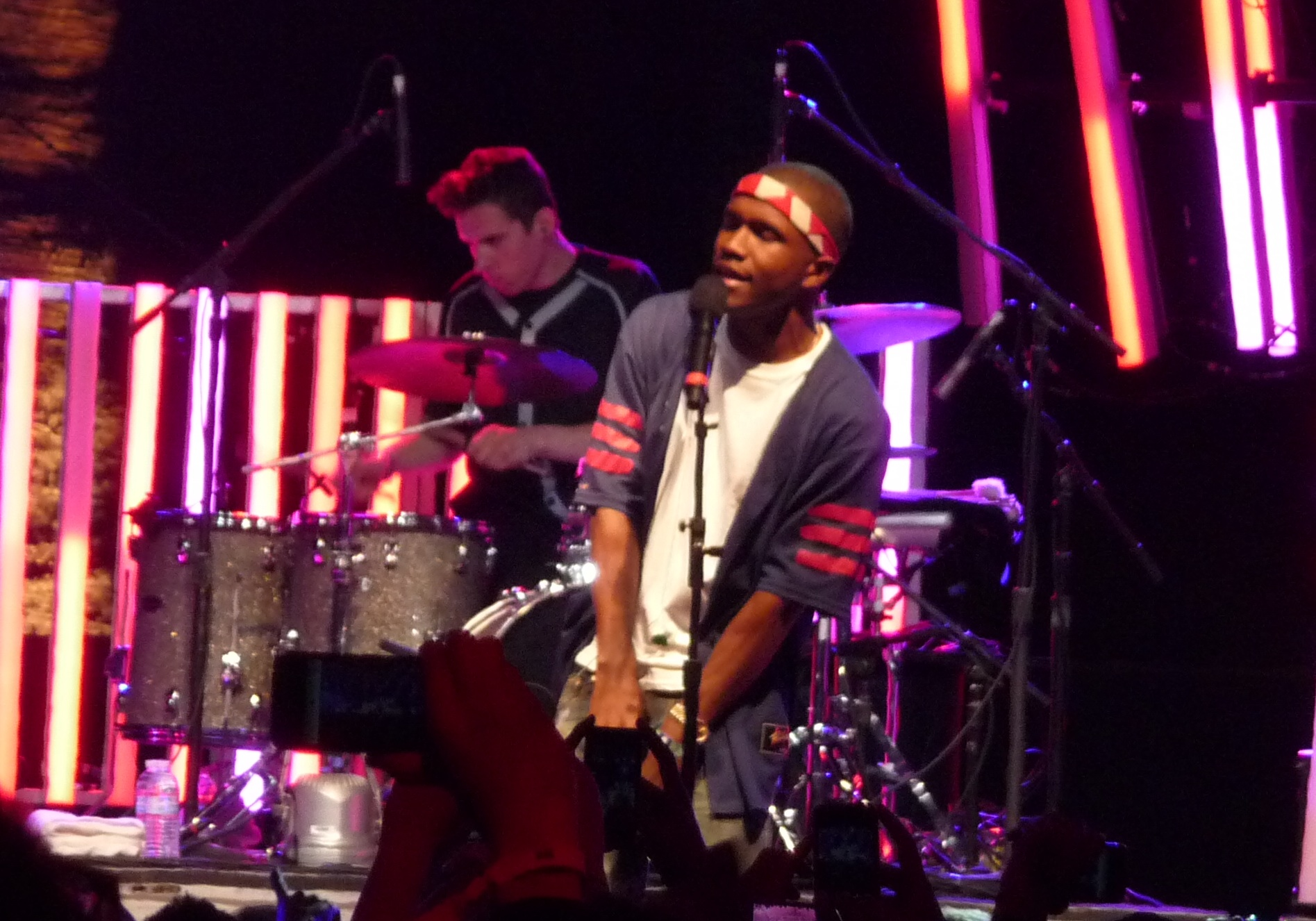
Ocean interpretando a canção no Coachella Valley Music and Arts Festival (2012).

De acordo com a Ocean, o vídeo da música "Novacane" foi um processo simples. Falando sobre o conceito do vídeo, ele afirmou: "Eu estava apenas tentando se conectar ou articular visualmente a sensação de estar entorpecido. A sensação de querer sentir algo que você não pode sentir. Muitas coisas que podem causar entorpecimento, mas no vídeo era alguma espécie de anestésico tópico e um pouco de efeitos especiais." O vídeo não dura a totalidade da canção, que o diretor Nabil Elderkin declarou que era por razões artísticas. Em entrevista à Pitchfork Media, ele argumentou "para mim, vídeos nem sempre tem que ter a duração da música. Gosto da ideia de fazer as pessoas pensarem 'O que foi isso?'"
Ocean embarcou em uma excursão musical solo pela América do Norte e Europa para promover o mixtape e seus outros projetos musicais. A set list variava a cada apresentação, mas à canção "Novacane" foi apresentada em todos os concertos. O interprete apresentou a canção juntamente com "She" sua parceria com Tyler, The Creator integrante da banda OFWGKTA em um show realizado no estado de Nova Iorque. As canções também foram incluídas na lista de faixas das apresentações de Ocean no Coachella Valley Music and Arts Festival. "Novacane" também foi incluída na set list de sua segunda turnê a Channel Orange Tour.

## Desempenho
"Novacane" limitou-se à entrar nas tabelas musicais apenas dos Estados Unidos. Na mais exitosa do país a Billboard Hot 100 obteve a octagésima segunda posição e manteve-se apenas quatro semanas na tabela. A faixa esteve na sexta ocupação do Heatseekers Songs, que edita os trabalhos de artistas novos nos Estados Unidos. Na Radio Songs obteve o quinquagésimo nono posto. Seu maior desempenho veio na Hot R&B/Hip-Hop Songs onde alcançou a décima sétima colocação e passou vinte semanas no periódico.
| Tabela (2011)                          | Melhor posição |
| -------------------------------------- | -------------- |
| Estados Unidos - Billboard Hot 100     | 82             |
| Estados Unidos - Heatseekers Songs     | 6              |
| Estados Unidos - Hot R&B/Hip-Hop Songs | 17             |
| Estados Unidos - Radio Songs           | 59             |